# Повесть о Темир-Аксаке
«Повесть о Темир-Аксаке» — русское произведение о чудесном избавлении Москвы от нашествия Темир-Аксака (Тамерлана-Тимура) в 1395 году благодаря заступничеству Богородицы посредством Её Владимирской иконы. Датируется от конца XIV до середины XV века.
Великий князь Московский Василий Дмитриевич, сын Дмитрия Донского, ища защиты от нападения Темир-Аксака, посылает во Владимир за главной чудотворной иконой Руси, Владимирской иконой Божией Матери. 26 августа (8 сентября) близ Москвы её встречают крестным ходом митрополит Киприан со «всем клиросом и причтом церковным», с князьями и народом. В тот же день Темир-Аксак поворачивает войска и уходит в свою землю.

## Текстология

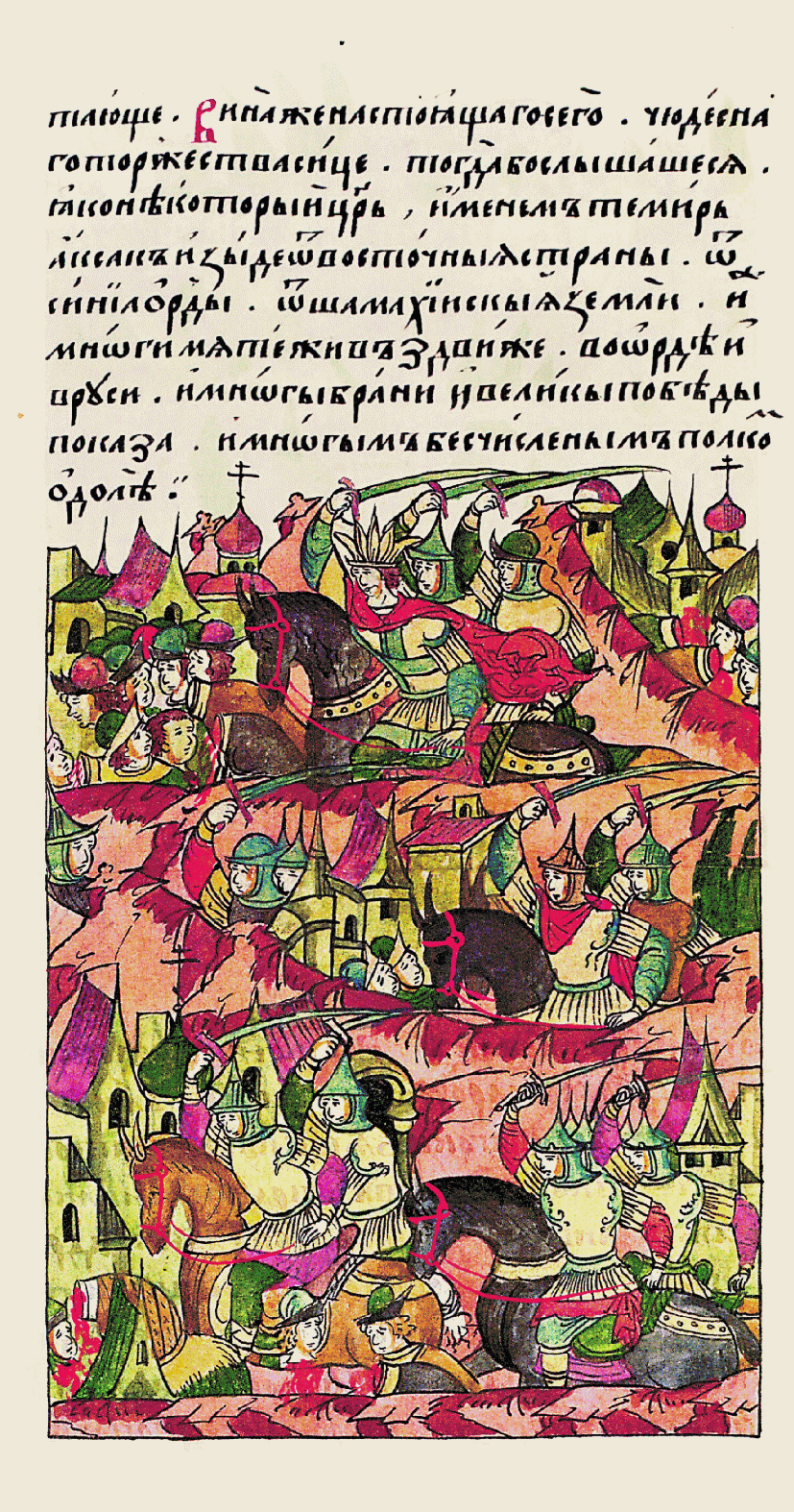
Лицевой летописный свод: «Стало известно, что некий царь по имени Темир-Аксак пришел из восточной страны, из Синий Орды, из Шамахейской земли и начал большую смуту в Орде и на Руси, затеяв множество войн, в которых одержал победы, бесчисленные полки одолел»

В рукописной традиции известно почти 200 списков XV—XIX веков. Повесть была включена в состав летописей, а также встречается как отдельная статья в составе сборников. Списки разделяются на несколько редакций. Первоначальную редакцию датируют от конца XIV до середины XV века.
Интерес к произведению И. Л. Жучкова объясняет его сюжетным своеобразием. Произведение представляет собой воинскую повесть, рассказывающую о первой бескровной победе русских войск после страшного нашествия Тохтамыша. В то же время это сказание о чуде Владимирской иконы Богоматери. Ещё в дореволюционной историографии произведение относили к жанру повестей. Также оно определяется в большинстве списков: «Месяца августа 26, внегда великое паче надежда избавление наше бысть преславным образом Богоматере от нашествия безбожных агарян. Повесть полезна, от древняго списания сложена, являющи преславного бывшего чюдеси о иконе Пресвятыя Богородици, егда нарицается Владимерьская, како прииде от града Владимеря в боголюбивый град Москву и избави нас и град наш от безбожного и зловернаго царя Темирь-Аксака». Таким образом тематическая и жанровая двойственность произведения отразилась в названии. Однако встречаются варианты, в которых Повесть именуется сказанием или словом: «Месяца августа 26 день. Чюдо от иконы Пресвятыя Девы владычицы нашея Богородицы и Присно Девы Мария. Внегда великое и паче надежды избавление наше бысть преславным образом от нашествия безбожных агарян, от Темирь-Аксака в лето благочестиваго и великаго князя Василья Дмитреевича. Сказание о Темиръ-Аксаце, откуда бысть»; «Месяца августа в 26 день. Слово на стретение чюдотворныя иконы Владимирския, юже списа Лука евангелист». Известны списки Повести с кратким вступлением, например, в Вологодско-Пермской летописи: «Месяца августа в 26 день. Чюдо, бывшее на встретение иконы святые богородицы, нарицаемыа Владимерские». В большинстве летописных списков (в составе Типографской, Софийской второй, Прилуцкой, Холмогорской и др. летописей) произведения вступление отсутствует.
О времени создания Повести исследователи высказывали различные мнения. И. И. Срезневский относил её к первой половине XV века. А. А. Шахматов считал, что произведение создавалось для свода митрополита Фотия, составленного в 1418—1423 годах. С. К. Шамбинаго приблизил время создания Повести к походу Тамерлана на Москву (1395 год). Н. И. Тотубалин, а впоследствии также Б. Н. Путилов разделяли основные выводы своего предшественника, но отодвинули дату создания произведения к началу XV века.
Л. В. Черепнин сопоставил все известные ему летописные повествования о Тимуре и выделил две версии произведения. Таким образом, он первым указал на существование двух редакций. С первой, более ранней версией, учёный связывал рассказ Ермолинской и Воскресенской летописей и полагал, что Повесть, известная из Ермолинской летописи, появилась сразу после похода Тимура, а из Воскресенской летописи — в первой половине XV века. Создание второй версии, сохранившейся, по его мнению, в Софийской второй, Львовской и Типографской летописях, исследователь относил не ранее чем к середине — второй половины XV века.
В. П. Гребенюк назвал эти две версии первоначальными редакциями Б и А и уточнил время их появления. Учёный предполагает, что редакция А была создана между 1402—1408 годами, а редакция Б — не позднее 1408 года для Троицкой летописи. Этот вывод принимался В. В. Колесов. На него же ссылался Л. А. Дмитриев. Гребенюк делит списки на 11 редакций. Учёный особо выделяет две первоначальные редакции А и Б. К редакции А принадлежат летописные (рассказ в Софийской второй, Львовской, Холмогорской, Тверской летописях, Духовно-Академическом списке Типографской летописи) и более ста нелетописных списков. К редакции Б — только летописные списки в составе Софийской первой летописи по списку Царского, Московского летописного свода, Воскресенской, Пискаревской, Ермолинской, Уваровской, Прилуцкой летописей и Сокращённом летописном своде 1493 года. Самостоятельные редакции образуют: Типографская Повесть (читается в списках Типографской летописи, кроме Духовно-Академического, в Устюжской летописи и в рукописных сборниках); Вологодско-Пермская Повесть (в Вологодско-Пермской летописи и в рукописных сборниках); Хронографическая Повесть (в Русском хронографе, Никоновской летописи под 1392 годом и в рукописных сборниках); Никоновская Повесть (в Никоновской летописи под 1395 года и в рукописных сборниках). Выделяются сокращённый и проложный варианты Повести (в рукописных сборниках).
По мнению И. Л. Жучковой, заключению Гребенюка о времени создания двух основных редакций противоречит литературная история произведения. При сопоставлении текстов она выявила первичность редакций Б и Типографской и вторичность редакции А. В Троицкой летописи, как видно из сходных с ней Симеоновской летописи, Рогожского и Владимирского летописцев, Повесть, вероятно, отсутствовала. О нашествии Тимура там упоминалось только в краткой записи. Этот вывод подтверждается наиболее близкими к Троицкой летописями, где Повести нет (Московско-Академическая летопись, Софийская первая летопись старшего извода). Согласно Жучковой, впервые Повесть в виде краткого рассказа появляется в летописном памятнике, созданном в промежутке между 1408—1446 годами. К 70—80-м годам XV века исследовательница относит создание основных редакций произведения: расширенного варианта (редакции Б) для Московского великокняжеского летописного свода 1479 года, на его основе — Типографской редакции, которая перерабатывается и сокращается составителем редакции А. Гребенюк считает, что редакция А возникла при дворе великого князя, редакция Б — в кругах митрополита. Жучкова поддерживает его мнение о политической ориентации создателя редакции А, но отвергает точку зрения о митрополичьем происхождении редакции Б.

## Содержание

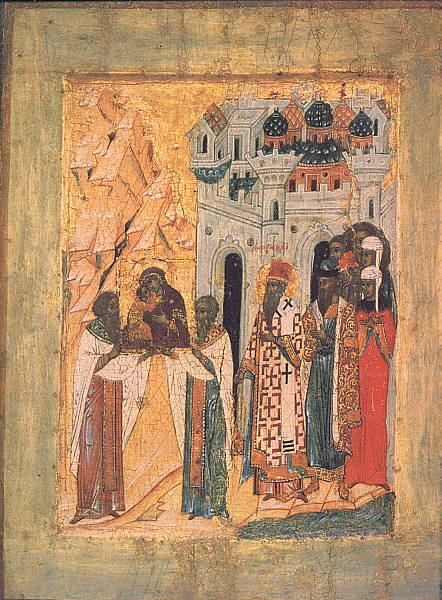
Сретение Владимирской иконы, икона второй половины XVI века (встреча Владимирской иконы в Москве при её перенесении в город для защиты от нашествия Тамерлана)

События 1395 года рассматриваются на широком историческом фоне. Рассказывается о происхождении Тимура, его завоеваниях в Азии, приводятся легенды о значении его имени: Темир-Аксак — «Железный Хромец». Темир-Аксак разгромил золотоордынского хана Тохтамыша и «нача мыслити в сердци своем тако и Русьскую землю попленити, аки преже сего… поплени цесарь Батый Рускую землю». Василий Дмитриевич, услышав о разорении Тимуром Рязанской земли и захвате Ельца, выдвигается с войском к Коломне, навстречу врагу. Как обычно в воинских повестях, князь просит митрополита, чтобы тот велел народу поститься и молиться. Митрополит Киприан посылает во Владимир за Владимирской иконой Богоматери. В праздник Успения Богородицы (15 (28) августа) икону уносят из владимирского Успенского собора. Из Москвы навстречу иконе выходит весь народ «с молитвою и плачем», к Богородице. По утверждению Повести, именно в тот день, когда икона была принесена в Москву, свершилось чудо: Темир-Аксак «убояся, и устрашися, и ужасеся, и смятеся», его охватил «страх и… ужас», и он повернул от Москвы, поскольку «молитвами святыя Богородица град наш Москва цел и сохранен бысть». Произведение завершается словами: «…не наши воеводы прогнаша Темир-Аксака, не наши воиньства пострашили его, но страхомъ Божиим устрашился, гневом Божиим гоним бе… и отиде от Руския земля». С этого времени чудо Владимирской иконы стало отмечаться на Руси 26 августа, в день её сретения, как особый церковный праздник.
В списках Повести в заглавии впервые появляется сказание о написании Владимирской иконы самим евангелистом Лукой. Сказание возникло благодаря сопоставлению Владимирской иконы с главной константинопольской чудотворной иконой письма апостола Луки — «Одигитрией». Также рассказывается о повелении князя Василия устроить на месте «сретения» (встречи) Владимирской иконы монастырь (Сретенский монастырь) и установить празднование иконе 26 августа (8 сентября).
Особый вариант Повести содержит эпизод о явлении Темир-Аксаку в «страшном сне» Богородицы с воинством и святителями.

## Литературный контекст и влияние
Идея о божественном покровительстве Москве и всему Русскому государству отражена в ряде произведений, рассказывающих о нашествиях на Русь ордынцев: «Повести об Ахмате», «Повести о нашествии Магмет-Гирея», «Сказании о чудесах иконы Донской Богоматери и создании Донского монастыря», в котором повествуется о нашествии хана Казы-Гирея в 1591 году. Произведения сближают сходство сюжета и поэтических образов, отдельные словосочетания и обороты. Ещё ярче мысль об избранности русского народа и небесном покровительстве Москве выражена в компилятивном «Сказании о иконе Богоматери Владимирской», созданном во второй половине XVI века на основе «Сказании о чудесах Владимирской иконы Божией Матери» XII века, «Повести о Темир-Аксаке» и других источников. Литературное переложение «Повести о Темир-Аксаке» из Степенной книги с дополнениями из Пролога 1685 года помещено в августовской Минее Димитрия Ростовского.

## Издания
Научного издания памятника в настоящее время не существует. Опубликованы тексты Типографской редакции (Н. И. Тотубалиным) и I группы редакции А (В. В. Колесовым), а также имеются издания Повести в составе летописей.
- Повесть о Темир-Аксаке / Подг. текста и примеч. Н. И. Тотубалина ; Перевод Б. А. Ларина // Русские повести XV—XVI веков / Сост. М. О. Скрипиль. — М. ; Л., 1958. — С. 49—54, 378—385;
- Повесть о Темир-Аксаке / Подг. текста, перевод и примеч. Ю. К. Бегунова // За землю Русскую! — М., 1981. — С. 378—395, 503—506;
- Повесть о Темир-Аксаке / Подг. текста, перевод и комм. В. В. Колесова // Памятники литературы Древней Руси : XIV — середина XV века. — М., 1981. — С. 230—243, 563—565;
- Повесть о Темир Аксаке Архивная копия от 25 ноября 2019 на Wayback Machine / Подготовка текста, перевод и комментарии В. В. Колесова // Библиотека литературы Древней Руси / РАН. ИРЛИ; Под ред. Д. С. Лихачёва, Л. А. Дмитриева, А. А. Алексеева, Н. В. Понырко. — СПб.: Наука, 1999. — Т. 6 : XIV — середина XV века;
- Гребенюк В. П. Икона Богоматери Владимирской и духовное наследие Москвы. — М., 1997. — С.  162—179;
- Клосс Б. М. Избранные труды. — М., 2001. — Т. 2. — С. 78—90, 128—132.